# Elatostema weinlandii
Elatostema weinlandii là loài thực vật có hoa trong họ Tầm ma. Loài này được K.Schum. mô tả khoa học đầu tiên năm 1905.